# 이중원 (1873년)
이중원(李中元, 1873년 ~ 1946년)은 조선의 독립운동가이다.

## 생애
이중원(李中元)은 1873년 생이다. 흥선대원군이 정권에서 하야할 때 태어난 그는 조선 역관(譯官)계급 가문의 장남이다. 고향은 현재의 경기도 안양시 만안구 주변으로 추정된다. 朝鮮民中白書 安養의 第15에 보면 태어날 당시 모친인 김태연(金太蓮)이 꾼 태몽은 '毛多熊追我'라고 기록 되어 있는데 이는 커다란 털복숭이 곰이 자신을 뒤쫓고 있는 해괴망측한 꿈이라고 해석 된다. 실제로도 산모가 엄청난 진통을 겪고 해산하여 보니, 일반 아이들과는 다르게 털이 많이 자라나 있어 그의 부모가 놀랐다고 전해진다. 그의 부모는 자신들의 자식이 털복숭이인게 마을에 알려지면 필히 안좋은 일이 일어날 거라 짐작하고 집안에서 숨겨 길러내었다. 나중에 이중원이 스스로 회고하길, '역관(譯官)집안이 아니었다면 억압스러운 분위기 속에서 자신은 살아날 수 없었을것.' 이라 하였다. 그렇게 집안에서만 길러진 이중원은 자연스레 거구의 체형으로 자라나게 되었는데 이는 나중에 '雪人'이라는 별칭을 얻는데 일조하게 된다. 그리고 집안에서만 활동한 지라 그는 이때부터 어두운 성향도 띄게 되었다.
이렇게 길러진 이중원은 불혹의 나이가 되어서야 출가할 결심을 하게 된다. 더 이상은 집안에서만 숨어지낼 수도 없다고 판단한 그였기 때문이다. 그가 출가하던 때는 1902년으로,
조선에 각종 외세가 개입하고 러시아와 일본의 대립이 절정으로 치닫고 있는 때였다. 비록 집안에서 길러졌지만 역관 가문에서 길러진 덕분에 그에게는 외국에 대한 공포심, 이질감이 거의 없었다. 그렇기에 그는 1904년 러일전쟁을 기회로 삼아 무역상으로 큰 성공을 거두게 된다. 그러던 중 그는 1908년 미국의 샌프란시스코에서 장인환(張仁煥), 전명운(田明雲)이 조선 침략의 앞잡이라 불리던 스티븐슨을 저격했다는 소식을 접했다. 이에 감동을 받는 그는 바로 김구를 찾아간다. 그렇게 그는 선생과 함께 조국의 부흥을 위해 힘을 쓰게 된다.
하지만, 일본의 닌코천황에게 총애를 받았던 이현우의 끊임없는 회유에 의해 결국에는 변절하고 만다. 이때의 사정을 좀 더 들어보면, 대한제국 부흥의 명목으로 자신의 재산이 많이 없어진것에 대한 불만이 점점 커지고 있었다고 전해진다. 그렇게 변절한 이중원은 경무청 경위 이현우와 함께 각종 친일행위를 자행하고 다녔다. 게다가 당시 유명인사였던 김철호(金喆浩)를 변절시킨 인물이 바로 이중원(李中元) 이기도 한데 이는 최근에야 밝혀진 사실이라, 아직까지 모르는 사람들이 많다. 이중원이 어떻게 김철호를 변절시켰는가에 관해서는 아직도 확실한 말은 없지만, 여색을 즐겼던 이중원이 미인계로 김철호를 변절시켰다는 설이 가장 유력하다. 그 증거로, 변절후에 김철호가 유곽에 자주 드나드는 것을 여러 사람들이 목격했다고 전해진다.
하지만 1923년, 나석주에 의해 이현우가 목숨을 잃은 사건을 계기로, 그는 변절자로서의 자신의 행적을 후회하게 된다. 그러나 변절자로서의 악명이 너무 높아진 터라, 인구가 많은 곳에서 살 수 없던 그는 강원도의 한적한 시골로 가서 살게 된다. 거기서 그는 목장을 운영하면서 평화로이 생을 이어가다가 향년 74세의 나이로 생을 마감했다고 전해진다. 하지만 1923년 이후, 변절을 후회한 뒤, 다시 독립운동 전선에 뛰어들었는지는 명확하지 않다.

## 같이 보기
- 김구
- 김철호
- 나석주
- 안수빈
- 이현우
- 허권

## 참고자료
- 오훈석 (1992년 2월 14일). 《변절한 애국지사들》. 광주: 역사비평사. ISBN 8976248018 |isbn= 값 확인 필요: checksum (도움말).
- 김철호(현 서울대학교 역사교육과 교수) (1978년 12월 4일). 《1920, 문화통치의 현실에 대해》. 서울: 황금가지. ISBN 8909212318 |isbn= 값 확인 필요: checksum (도움말).